# Dieter Gruner
Dieter Gruner (* 1953 in Düsseldorf) ist ein deutscher Journalist und Autor, Enkel des Bad Arolser Pädagogen, Genealogen und Heimatforschers Robert Wetekam.

## Leben
Nach dem Abitur am CJD-Internat Schloss Oberurff in Bad Zwesten startete Gruner seine journalistische Laufbahn als freier Mitarbeiter in den Lokalredaktionen der Westfälischen Rundschau in Lüdenscheid und der Oberhessischen Presse (OP) in Marburg. 1977/78 absolvierte er ein Zeitungsvolontariat in den Redaktionen der OP sowie des Giessener Anzeigers. 1979 übernahm er die Leitung der OP-Redaktion Stadtallendorf. In dieser Zeit deckte Gruner den bislang größten hessischen Umweltskandal auf: Rückstände aus der Sprengstoffindustrie des Zweiten Weltkrieges belasteten das Trinkwasser des gesamten ober- und mittelhessischen Raums. Mehr als tausend Tonnen Rüstungsaltlasten lagerten auf Stadtallendorfer Grundstücken und mussten entsorgt werden. Die Sanierung kostete nach Angaben des Umweltministeriums in Wiesbaden 167 Millionen Euro. Auf der Basis dieses brisanten Erbes vom letzten Weltkrieg  entstand Gruners erster Roman Stadt auf der Hölle.
1981 wurde Gruner zum Pressereferenten des Märkischen Kreises in Altena, später Lüdenscheid gewählt. Unter seiner Leitung wurde die Abteilung für Öffentlichkeitsarbeit um die Thematik Tourismus erweitert. Parallel dazu übernahm Gruner die Geschäftsführung des Freizeit- und Touristikverbandes Märkisches Sauerland. Er gehörte zu den Gründern des Kulturvereins „Festspiele Balver Höhle“, für dessen Pressearbeit er verantwortlich zeichnete. In Kooperation mit dem Medienzentrum des Märkischen Kreises entstanden mehrere mit nationalen Preisen ausgezeichnete Videofilmproduktionen, für die der Kreispressereferent die Drehbücher geschrieben und Regie geführt hatte.
1992 gründete Gruner in Lüdenscheid mit dem Iserlohner Diplom-Ingenieur Peter Richter ein Multimedia-Unternehmen, das sich auf Filmproduktionen für Industrie und Kommunen, Internetauftritte und später Software-Entwicklung spezialisierte. Gleichzeitig arbeitete er als freier Journalist, Reporter und Moderator für die Fernseh- und Hörfunkstudios des Westdeutschen Rundfunks in Köln, Dortmund und Siegen sowie andere ARD-Sender.
Ab 1995 gehörte Gruner erst der Betriebsgesellschaft, dann der Veranstaltergemeinschaft von Radio MK in Iserlohn an. Ferner übte er bis 2002 ein Ratsmandat in Lüdenscheid aus. Gruner engagierte sich in der Mittelstands- und Wirtschaftsvereinigung, deren Vorsitz er auf Stadt- (Lüdenscheid), Kreis- (Märkischer Kreis) und Bezirksebene (Sauer-/Siegerland) innehatte. Sein ehrenamtlicher Einsatz galt auch der Johanniter-Unfall-Hilfe: Gruner wirkte zunächst als Ortsbeauftragter der Johanniter in Lüdenscheid, dann als Vorstand des Regionalverbandes Südwestfalen. Bis 2015 war er als ehrenamtlicher Richter am Landgericht Köln tätig. Am 1. Oktober 2021 wurde Gruner zum Kreisvorsitzenden der Senioren-Union Köln gewählt.
Gruner ist mit der Journalistin Ulrike Gruner verheiratet (zwei Kinder) und lebt heute als Buchautor in Köln.

## Bücher
- Stadt auf der Hölle. Roman, Verlag Engelbrecht Schalksmühle, 1985, ISBN 3-925211-01-2.
- (als Koautor): Märkisches Sauerland. Kultur- und Wirtschaftsporträt, Kunstverlag Josef Bühn München, 1992.
- (als Koautor): Corporate Media. Handbuch der audiovisuellen und multimedialen Lösungen und Instrumente. Verlag Moderne Industrie Landsberg, 1993, ISBN 3-478-23100-0.
- Sauerland und Siegerland. Mit Fotos von Josef Bieker und Ulrike Romeis. Verlag Ellert & Richter, Hamburg 1996, ISBN 3-89234-623-2.
- Was ist eigentlich groß an Britannien? Versuch einer Annäherung zwischen Hunnen und Inselaffen. Verlag Shaker Media, Aachen 2010, ISBN 978-3-86858-417-2.
- Kalte Füße. Detektivroman, Verlag Shaker Media, Aachen 2011, ISBN 978-3-86858-555-1.
- Der Ring im Rhein. Köln-Krimi, Epubli, Berlin 2017, ISBN 978-3-7450-4584-0.
- English Breakfast in Cologne Köln-Krimi, Epubli (Selbstverlag), Berlin 2017, ISBN 978-3-7450-0859-3.
- Die Zerschlagung der Schweiz. Satirischer Roman, Epubli (Selbstverlag), Berlin 2018, ISBN 978-3-7450-7810-7.
- Sankt Allendorf, Roman, Grundblick Verlag, Ebsdorfergrund 2019, ISBN 978-3-9817063-4-5.
- (als Koautor): Die bunte Märchentraube, Märchen-Sammlung, Carow Verlag, Müncheberg 2019, ISBN 978-3-9448734-4-2.
- Ghiffas Seile, Roman, Grundblick Verlag, Ebsdorfergrund 2020, ISBN 978-3-9817063-5-2.
- Stadt auf der Hölle, Roman, Grundblick Verlag, Ebsdorfergrund 2020, ISBN 978-3-9817063-6-9.
- Wo ist der Wind, wenn er nicht weht?, Roman, Grundblick Verlag, Ebsdorfergrund 2022, ISBN 978-3-981-706390.

## Auszeichnungen
- „Videopreis Deutschland“ (1984) des Internationalen Verbandes der Video-Anwender für das Filmporträt „MK erleben!“, Photokina Köln.
- „Award of Master“ (1989) der Medienreport Verlagsgesellschaft und der RNF Studios Mannheim für das beste Drehbuch (Spielfilm „MK, übernehmen Sie!“), Messe „Corporate Video & TV“ Stuttgart.
- „Leistungsabzeichen in Gold“ (2003) der Johanniter-Unfall-Hilfe, Bundesgeschäftsstelle Berlin.